# Programmation du festival Le Chien à Plumes
Le Chien à Plumes est un festival de musique (chanson française, rock, electro, reggae…) ayant lieu tous les ans depuis 1997.

## Années 1990

### 1997
Epsilon, Punishman Park, Groove la Porte, Madou Djembe.

### 1998
- Tête d'affiche : Tryo
- Autres artistes/groupes : Shaï no Shaï, Les Triphasés, Miguel M BB Band, Jour de Fête, Obatala, Fun Dada, Guitar Extravangaza.

### 1999
- Tête d'affiche : Touré Kunda
- Autres artistes/groupes : EZ3kiel, Kanjar'Oc, Les Jambons, |John Doe, Red Cardell, Ekova, Faubourg de Boignard, La Familia, Les Alpinistes.

## Années 2000

### 2000
- Têtes d'affiche : Les Tambours du Bronx, The Wailers[1]
- Autres artistes/groupes : Lutin Bleu, Ceux Qui Marchent Debout, Rageous Gratoons, Kohann, Dolly, Wasis Diop, Shaggy dogs, Flor del Fango, Deimos, Maestria, Baagoo.

### 2001
- Têtes d'affiche : La Rue Ketanou, Arno[2].
- Autres artistes/groupes : Massilia Sound System, Sporto Kantes, Freedom For King Kong, K2R Riddim, Tété, Marcel et son Orchestre, Prohom, Macaco, Mukta, Natalia M King, Tournelune, Division Z, Pluto, Entre 2 et 3, Wab.

### 2002
- Tête d'affiche : Hubert-Félix Thiéfaine
- Autres artistes/groupes : Mass Hysteria, Spook and the Guay, Meï Teï Shô, Pep's, Slonovski Bal, Tiken Jah Fakoly, Lutin Bleu, Mamani Keita & Marc Minelli, La Croque Mitaine, THS, p. 18, Les Voleurs de Notes, Zaouli Percussion, Les Sévères, D.F. Caravana, Backstab, Aguas, NTTF.

### 2003
- Tête d'affiche : Tryo
- Autres artistes/groupes : La Phaze, Mes Souliers Sont Rouges, Aïwa, Ez3kiel, Silmarils, Maximum Kouette, Mardi Gras.bb, Yuri Buenaventura, Lo'Jo, Les Acrobates, NoJazz, Jack the Ripper, Titi Robin, L-Dopa, Zaragraf, Carmen Cru, Le Mécanophone, Sub Sonic, Romeo Jam, Djamana, Ripley.

### 2004
- Têtes d'affiche : Bénabar, Les Wampas
- Autres artistes/groupes : Babylon Circus, Aston Villa, K2R Riddim, Maczde Carpate, Goran Bregovic, Java, Meï Teï Shô, A.S. Dragon, Frédéric Fromet, Mell, Two Tone Club, Mango Gadzi, Puja Dub Operators, Eleazar, Nainportequoi, Shrink Orchestra, Pustule l'Ardechois, Skaraboss, Hawaï Samouraï, No Bluff Sound, Firemouth, Small Fry.

### 2005
- Têtes d'affiche : Bernard Lavilliers, Matmatah
- Autres artistes/groupes : Svinkels, N&SK, Fishbone, Zenzile, Femi Kuti, JMPZ, Tiken Jah Fakoly, Mouss et Hakim, Laetitia Shériff, Les Petites Bourrettes, L'Œil dans le rétro, Overhead, Seeed, Gomm, Gordon's Sound System, The Rockers, Iltika, Monsieur Z, Dysfunktion, Ryzm, The Patriotic Sundays, Sheer K.

### 2006
- Têtes d'affiche : Hubert-Félix Thiéfaine
- Autres artistes/groupes : Dub Inc, Dionysos, Les Hurlements d'Léo, 17 Hippies, Les Wampas, Jim Murple Memorial, Mon côté punk, Lo'jo, Beautés vulgaires, Les Tambours du Bronx, Kwal, Santa Macairo Orkestar, X Makeena, Lutin Bleu & W5!, Emily Loizeau, Les Sales Timbanques, Unitone, Casa Banditos, Tobrogoï, Brin d'Zinc, Eleazar, .Shaka Ponk

### 2007
- Têtes d'affiche : Sanseverino, Arno, Sergent Garcia
- Autres artistes/groupes : La Ruda, Gnawa Diffusion, Les Ogres de Barback, Percubaba, Orange Blossom, AaRON, Eiffel, Nosfell, Les Z'Oreilles] Manipulators, Somadaya, La Familia Baolescu, Keur de Sable, De l'Eau Plein les Chaussettes, Labo, Plar Sun, Daniel Fernandez, NadJ.

### 2008
- Têtes d'affiche : Les Têtes Raides, Richard Gotainer, Didier Super
- Autres artistes/groupes : No Smoking Orchestra, Tiken Jah Fakoly, Pigalle, Kiemsa, Java, Hocus Pocus, Maceo Parker, Kaly Live Dub, JMPZ, Beat Assailant, Electric Bazar Cie, Prowpuskovic, Steno P, Kaktus Groove Band, CNX Crew, Zedek Africa, Toumlast, Alb, DJ Missill, l'Epicerie.

### 2009
- Têtes d'affiche : Les Fatals Picards, Shaka Ponk
- Autres artistes/groupes : Buena Vista Social Club, Puppetmastaz, Les Wampas, The Skatalites, Yves Jamait, Asian Dub Foundation, High Tone, Maniacx, Fumuj, Babylon Circus, Anaïs, Dallas Kincaid, No Mad?, Lisa Portelli, Lyre le Temps, Chapelier Fou, The Bewitched Hand on the Top of Your Heads, Les Garçons Trottoir, Raj, Ben Bop, The Craftmen Club, Iraeversible, The Inspector Cluzo, Slide on Venus, Bubble Beatz.

## Années 2010

### 2010
- Têtes d'affiche : Olivia Ruiz, La Rue Ketanou, Raoul Petite
- Autres artistes/groupes : Groundation, Toots and the Maytals,High Tone, Danakil, Ultra Vomit, Salif Keita, Caravan Palace, Gojira, YuLeS, Florent Vintrigner, Batignolles, Pulpalicious, Art District, Molecule, The Serious Road Trip, Myster Möbius, La Fanfare Couche Tard, Vismets, Nutmeg, Pilöt, Filiamotsa

### 2011
- Têtes d'affiche : Cali, Les Têtes Raides, Philippe Katerine
- Autres artistes/groupes : La Phaze, Gogol Bordello, Chinese Man, HK et Les Saltimbanks, Dub Inc, Staff Benda Bilili, The Inspector Cluzo, Apocalyptica, Katzenjammer, Eléazar, Tournelune

### 2012
- Têtes d'affiche : Groundation, Zebda, Hubert-Félix Thiéfaine, Orelsan, Le Peuple de l'herbe
- Autres artistes/groupes : La Fanfare en pétard, Carmen Maria Vega, etc.

### 2013
- Têtes d'affiche : Birdy Nam Nam, La Rue Ketanou, Archive
- Autres artistes/groupes : Örfaz, Sexy Sushi, Ska-P, Analogue, etc.

### 2014
- Têtes d'affiche : Cats on Trees, Le Prince Miiaou
- Autres artistes/groupes : Dub Incorporation, Chinese Man, Skip&Die, SidiLarsen, Lyre Le Temps, Le Vasco, Klink Clock, Nefertiti in the Kitchen, ASK, Skip The Use, DELUXE, Melissmell, The Dukes, Skylab, Bottle Next, Hill Valley, Of Ivory and Horn, Toybloid, Tiken Jah Fakoly, Airnadette, AYO, Carbon Airways, Dubioza Kolektiv, Pethrol, Wall of Death, Oli & Sam.

### 2015
- Têtes d'affiche : John Butler Trio, EZ3kiel, Mademoiselle K, Les Wampas
- Autres artistes/groupes : Salut c'est cool, Soviet Suprem, Naâman, The Summer Rebellion, Des fourmis dans les mains, Canailles, Little Big, etc.

### 2016
- Julian Marley, Mass Hysteria, Christophe Miossec, Louise Attaque, Caravan Palace, The Shoes, Tryo, Goran Bregovic, Biga Ranx Kiril Djaikovski[3]

### 2017
- Matmatah, The Moorings, The Mahones, Las Aves, Totorro, Chinese Man, Cabadzi, Mat Bastard, Fakear, Danakil[4],[5].

### 2018
- Laura Pergolizzi[6], Soja, Keny Arkana, Camille.

### 2019
La 23e édition du festival a lieu les 2, 3 et 4 août 2019. Les artistes suivants se produisent : Ska-P, Ibrahim Maalouf, Haïdouti Orkestar, Therapie Taxi, Grand Corps Malade, Tiken Jah Fakoly, Hocus Pocus, Caballero, JeanJass.

## Années 2020

### 2020: édition annulée
L'organisation du festival annule sa tenue en raison de la pandémie de Covid-19.

### 2021: édition annulée
L'organisation du festival annule sa tenue en raison de la pandémie de Covid-19.

### 2022:24eédition - l'été des retrouvailles
La 24e édition du festival a eu lieu les 5, 6 et 7 août 2022.
- Tryo, Thiéfaine, Zoufris Maracas, Eddy de Pretto, Macadam Crocodile, Magenta, etc.

### 2023:25eédition - 25 ans de festival
La 25ème édition du festival a eu lieu les 4, 5 et 6 août 2023. Durant les trois jours, 30 artistes, parmi lesquels Roméo Elvis, Selah Sue, La Femme, Mass Hysteria, Lorenzo, Meute, Aldebert, Petit Biscuit, Mezerg, Mademoiselle K se sont produits sur les scènes du Chien à Plumes.
| Jour            | Scène Ernest                                           | Scène Ponpon                                         | Scène Lupin |
| --------------- | ------------------------------------------------------ | ---------------------------------------------------- | ----------- |
| Vendredi 4 août | Mademoiselle K Meute Lorenzo Mezerg                    | Eliasse Da Break No terror in the bang Lucie Antunes | Risk        |
| Samedi 5 août   | Star Feminine Band Selah Sue Roméo Elvis Mass Hysteria | Amélie McCandless Dätcha Mandala Loharano Makoto San | Risk        |
| Dimanche 6 août | Aldebert Ladaniva La Femme Petit Biscuit               | Opal Ocean Lass Johnnie Carwash                      | Risk        |